# فيكتور لوبيز (لاعب كرة قدم)
فيكتور لوبيز (بالإسبانية: Víctor López)‏ (9 أبريل 1971 في الأوروغواي - ) هو لاعب كرة قدم أوروغواني في مركز الهجوم. شارك مع منتخب الأوروغواي لكرة القدم. أما مع النوادي، فقد لعب مع أورالان إليستا وإنديبندينتي وبنيارول وديفينسور سبورتينغ وفيرو كاريل أويستي ولوس أنديس ونادي إكستريمادورا وسنترو أتلتيكو فينكس ‏.

## وصلات خارجية
- فيكتور لوبيز على موقع قاعدة بيانات كرة القدم.إي يو (الإنجليزية)
- فيكتور لوبيز على موقع ناشيونال فوتبول تيمز (الإنجليزية)